# Aristotelia fruticosa
Aristotelia fruticosa là một loài thực vật có hoa trong họ Côm. Loài này được Hook.f. mô tả khoa học đầu tiên năm 1852.